# Прието, Луис Хорхе
Луис Хорхе Прието (28 ноября 1926 г., Буэнос-Айрес, Аргентина — 31 марта 1996 г., Женева, Швейцария) — аргентинский лингвист и семиотик. 

### Биография
Луис Прието родился в 1926 году в Буэнос-Айресе, Аргентина. В возрасте восьми лет Луис с родителями покинул родной город и переехал в Баия-Бланка, там, на базе военно-морского флота, в должности старшины служил его отец. Несколько лет спустя семья Прието переехала на север, в Кордову, где климат был намного мягче. Причиной тому, вероятно, послужило слабое здоровье Луиса. По этой же причине Луис не мог регулярно посещать школу и получал домашнее образование. Один из его наставников, Карлос Альберто Васкез, оказал наибольшее влияние на будущего учёного. «Он научил меня думать», — так говорил о нём сам Прието.
Прието поступил в Университет Кордовы, где занимался исследованиями классических языков и лингвистической компаративистикой. Он получил свою первую степень в 1952 году, а в 1955 — докторскую степень, защитив диссертацию по испанской фонологии.
В то время Прието начал общаться с Андре Мартине, который преподавал в Университете Колумбии. В 1954 году в журнале Лингвистического кружка Нью-Йорка Прието опубликовал статью, которая обозначила начало его научной карьеры — «Traits oppositionnels et traits contrastifs» (фр., «Признаки оппозиции и признаки контраста»).
В 1956 году Прието получил грант на обучение во Франции от французского министерства иностранных дел. С 1957 по 1960 гг. он работал научным сотрудником в Национальном центре научных исследований во Франции. В это время Прието начал активно работать над своими исследованиями и научными статьями, публикация которых часто откладывалась по разным причинам. Одной из причин была потрясающая новизна его подхода к изучению той или иной дисциплины. Именно тогда была написана статья «Principes de noologie» (фр., «Принципы ноологии», 1964), которая демонстрировала его подход к ноологии. Она была представлена Андре Мартине в Высшей школе социальных наук (Ecole des Hautes Etudes) в Париже, однако была отклонена комиссией во главе с Эмилем Бенвенистом.
В 1960 году Прието вернулся в Кордобу в качестве профессора общей лингвистики, и к следующему году Национальный совет Аргентины по научным исследованиям назначил Прието на должность научного сотрудника. Вследствие военного переворота в 1966 он лишился своей должности, после чего провёл год в качестве частного преподавателя в Буэнос-Айресе, где завёл полезные знакомства с психоаналитиками.
В 1967 году Прието получил приглашение из Университета Алжира, где оставался в течение двух лет, преподавая общую лингвистику. В 1969 году Университет Венсена в пригороде Парижа предложил ему должность доцента семиотики. Однако примерно в то же время по предложению Андре Мартине Университет Женевы назначил Прието на должность профессора общей лингвистики, которая освободилась после выхода на пенсию Анри Фрея. Эту же должность в своё время занимал Фердинанд де Соссюр. В течение двух лет Прието постоянно ездил из Парижа в Швейцарию, пока в 1972 году не уволился с работы в Париже и не переехал в Женеву.
В 1973 году, во время короткого периода демократии в Аргентине, Прието предложили должность заведующего кафедрой семиологии в Буэнос-Айресе. Там он провёл два месяца, но политическая ситуация снова ухудшилась, и он покинул страну.
С тех пор Прието постоянно проживал в Женеве. Принимал активное участие в развитии журнала «Cahiers Ferdinand de Saussure», где работал в качестве редактора. Наслаждался общением с множеством представителей научного сообщества Италии. Его последняя книга получила название «Saggi di semiotica» (ит., «Эссе по семиотике»).

### Семиотика Луиса Х. Прието
Прието рассматривает язык как семиотическую структуру, и лингвистические факты занимают центральное место его научных размышлений. Его первые работы имеют отношение к лингвистике и являются отражением его подхода к семиотике. Прието относится к последователям традиции Соссюра, среди которых был и Андре Мартине.
В традиции Соссюра знак (лингвистический знак) является двусторонним объектом, заключающимся в союзе означающего и означаемого, связанных произвольно (например, договорённостью). Сам Соссюр никогда не определял размер знака: это может быть предложение, фраза, слово или минимальный знаковый объект, хотя в его иллюстрациях это чаще всего было слово. В свою очередь Прието чаще всего подразумевал под этим предложение. Две его грани — означающее (выражение) и означаемое (содержание) в каждом языке (langue) разделены на минимальные единицы, каждая со своим означаемым и означающим.
Особое внимание Соссюра к различиям привели к понятию «релевантность» (pertinence, фр.), предложенному Карлом Бюхлером и представленному Мартине как база для функционального анализа языка. Лингвистическая релевантность раскрывается во время коммутативного теста. Таким образом лингвистические единицы, которые могут возникнуть в одинаковом контексте, оказываются в оппозиции друг к другу. Понятие «контраста» в свою очередь принадлежит отношению между единицами, существующими в одном высказывании. Именно с отличия между оппозицией и контрастом начинает свою работу Прието.

#### Оппозиция и контраст
В статье «Traits oppositionnels et traits contrastifs», опубликованной в 1954 году, Прието дистанцируется от своих предшественников, утверждая, что «фонология имела дело с парадигматическими единицами, в свою очередь оставляя в стороне детерминацию и изучение синтагматических единиц вместо тесных отношений, которые существуют между ними». Исследование этих отношений так и останется в центре внимания Прието в течение всей его карьеры.

#### Соединения и компоненты
Ещё одна важной цель работы Прието — идентификация и характеристика единиц, являющихся различными объектами, разделёнными в пространстве и времени. Различие между соединениями и компонентами возникает во множестве его работ («Caractiristique et dimension: Essai de difinition de la syntaxe», «Etudes de linguistique et de semiologie générales»). Таким образом, отличительные черты не могут быть определены как объекты, и фонема является не соединением, а компонентом этих соединений, как слоги. Слог в свою очередь является компонентом слова и, следовательно, предложения. Основа для различия синтагматических единиц обнаруживается в просодии. Фонема представляется не как дистинктивный признак, а как объект идентификации.

#### Ноология
Когда Прието обращается к понятию контекста в своей работе «Principes de noologie» (опубликованной в 1964, но задуманной ещё в конце 1950-х), он выделяет необходимость работы с контекстом независимо от выражения, точно как фонология работает с выражениями независимо от контекста. Это означает, что он начинает с предложения, единственного независимого объекта дискурса (испанское oración означает и «предложение», и «дискурс»). Вообще говоря, его подход является коммутативной операцией, через которую предложение разбивается на характеристики значения. Но характеристики, которые не могут быть определены как пространственно-временные объекты, не могут быть целостным элементом (unit). Минимальный же элемент содержания, ноэма (noeme), является в свою очередь набором характеристик значения, наличие одной из которых обуславливает наличие других. Анализ ноэм, по Прието, не имеет отношения к морфемам последователей Блумфельда или монемам функционалистов.
Важным отступлением Прието как от традиционного анализа, так и от современного является включение грамматических функций как характеристик ноэм. Например, в определённом контексте «книга» как субъект не будет той же ноэмой, что и «книга» как объект. Нужно отметить, что такие характеристики, как «субъект» и «объект», появляются в скобках, и, таким образом, считаются «контрастивными». Это означает, что они не меняют друг друга, но сосуществуют вместе в предложении.

#### Характеристики и измерения
В послесловии к статье «Etudes de linguistique et de sémiologie générales» (фр., «Исследования в области лингвистики и общей семиологии») Прието отмечает, что в каждой характеристике заложены контрастивный и оппозиционный компоненты: когда мы описываем окно, одной из его характеристик будет не «3 фута», а «(ширина) 3 фута». Этим обусловлена замена «контрастивного элемента» понятием «измерение» не только в тех случаях, где пространственность ярко выражена, но даже в тех, где она не подразумевается, как, например, в таком случае — «(цвет) красный».
Так как целостные элементы, согласно теории Прието, находятся в связанных друг с другом позициях в предложении, изучением их контрастивных качеств занимается синтаксис. Стоит отметить, что синтаксические отношения не ограничены контекстом и каждый элемент характеризуется «измерением», указанным в скобках, и непременно сопровождается оппозиционным компонентом. В понятийной плоскости контрастивная модель для каждого элемента складывается из нескольких контрастивных компонентов, или измерений, которые характеризуют все элементы, имеющие сходное семантическое поведение. Возвращаясь к примеру с окном: его контрастивная модель будет включать в себя не только ширину, но также длину, материал рамы и др. Таким образом, каждый описательный элемент представляет контрастивную модель, которая и определяет его роль в синтаксисе фонологии.
Результатом исследований Прието измерений (контрастивных качеств) стало утверждение просодии, которая до этого была лишь дополнением к изучению сегментных фонем, как базисной структуры, которая эти фонемы упорядочивает.

#### Два уровня значения
Значение для Прието — это некое знание, которое отправитель хочет передать получателю, чтобы оно стало знанием и для последнего. Таким образом, значение воспринимается отправителем и получателем на двух уровнях: 1) на уровне «взаимовосприятия» и 2) на лингвистическом уровне. Первый уровень включает в себя второй (т.е. любое знание, которое содержит в себе языковой сигнал), однако дополняет его информацией, которая следует из контекста и известна обоим участникам. Если необходимо выбрать между красным вином и белым вином, отправитель может сказать «красное вино». Но если известно, что речь идет о вине, то достаточно будет сказать «красное». Очевидно, что значение на лингвистическом уровне зависит от информации, заложенной на уровне взаимовосприятия. Прието называет «коннотативной» эту предопределенность лингвистического значения ситуативным, прекрасно осознавая, что это не то, что обычно называют коннотацией. Он также, однако, напоминает, что каждый язык обладает собственной моделью передачи смысла, а значит, влияет на уровень взаимовосприятия.
Прието предпочитает работать с объектами. Значение как некое знание (объект мысли), по его мнению, не может быть составным объектом. Следовательно, его составляющие не могут быть самостоятельными объектами. Это определяемые объекты, понимаемые как оппозиционные элементы характеристик значения. В предложении «Мужчина потерял книгу» слово «книга» представляет синтаксическое измерение «прямой объект» и оппозиционный элемент «книгу», который отсылает к объекту с определенным значением.

#### Синтаксис и семантика
Важно помнить, что контрастивные модели включают в себя не только смысловой компонент, но и синтаксический, так что эти два понятия стоит изучать вместе. Прието утверждал, что синтаксис это не просто изучение отношений между элементами высказывания. Разделение в плоскости синтаксиса должно проходить не между «формой» и «субстанцией», но внутри субстанции — между универсальной составляющей когнитивной конструкции и не универсальной, её отличительной особенностью. К синтаксису относится универсальная часть когнитивной конструкции значения, к семантике — отличительные особенности. Но изучать их, тем не менее, следует вместе, так как синтаксис и семантика существуют неразрывно друг от друга.

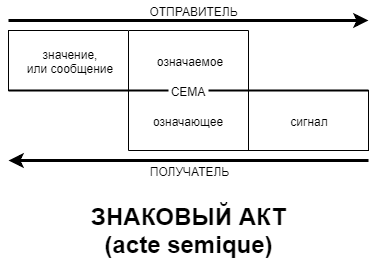
Схема языкового (коммуникационного) акта

#### Знаковый акт
Прието известен в первую очередь своим вкладом в изучение знакового, или коммуникационного акта (acte semique), в частности речевого акта. Данная концепция базируется на работах лингвиста Э. Бюссанса и использует понятие "семы". Сема является элементарной единицей коммуникационного процесса, состоящей из неразрывно связанных означающего и означаемого (термин введён Э. Бюссансом в 1943 году). В языке элементарной единицей является предложение.  Знаковый акт Прието описывает следующим образом.
Отправитель хочет передать некое знание получателю, чтобы оно также стало знанием получателя. Это знание есть значение или сообщение. Это знание, представляющее собой конкретное понятие, является разновидностью класса значений, предлагаемых конкретным языком. Класс значений представляет абстрактное понятие — это означаемое (signifié). С каждым означаемым связано означающее (signifiant), еще одно абстрактное понятие, представляющее класс сигналов. Сигнал — это конкретное средство, используемое отправителем для передачи сообщения. В случае речевого акта это звук. Когда до получателя доходит переданный сигнал, получатель определяет его принадлежность к абстрактному классу символов, который, в свою очередь, связан с абстрактным классом значений. Таким образом получатель может расшифровать конкретное значение, переданное ему в ходе разговорного акта при помощи всей доступной в данной ситуации информации.
Любой знаковый акт включает в себя два процесса: отправитель облекает смысл в звук при помощи означаемого и означающего, а получатель переводит звук в смысл с помощью означающего и затем означаемого. В каждом процессе заложено два уровня: от конкретного к абстрактному и от абстрактного к конкретному."

#### Сема
Сема, используемая в языковом акте, имеет двойственную структуру, а потому несет в себе два уровня информации. Первый уровень, то есть намерение отправителя передать сообщение получателю, можно охарактеризовать как извещение (the notificative indication). Прието больше интересен второй уровень — сообщение само по себе, — который носит определяющий характер (the significative indication).

#### Форма значения
Описанные выше акты являются когнитивными. Во всех случаях передаётся некое знание. Знание проходит сквозь череду классов, в которых распределены реальные субстанции, представляющие объекты. Эти классы определяются характеристиками и представляют собой концепции, а знание предстаёт «концептуальным восприятием» реальности. Прието отмечает, что характеристика объекта может быть обнаружена лишь в эстетике той части реальности, которая этот объект представляет, иными словами, в сфере физиологического влияния объекта на органы чувств субъекта.

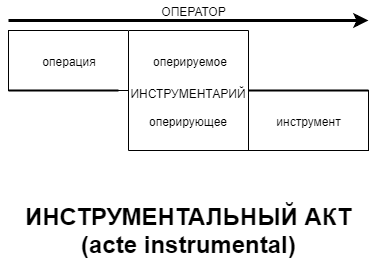
Схема инструментального акта

#### Инструментальный акт
Не стоит забывать, что и освоение знаний, и выражение неких концепций возможно не только методами семиотики и лингвистики, но и с помощью так называемых «инструментальных актов» (acte instrumental). В процессе инструментального акта субъект (или оператор) осуществляет набор операций, используя соответствующие инструменты, чтобы добиться некоего результата или сделать некую вещь. «Оперируемое» (функциональность) инструмента определяет класс операций, которые возможно осуществить с его помощью. Класс инструментов, при помощи которых можно совершить некую операцию, Прието называет «оперирующим» (opérant, по аналогии с signifiant). Оперируемое и оперирующее — две стороны инструментария (instrument), как означаемое и означающее — семы.
Инструментальный акт, в отличие от языкового акта, не подразумевает наличие обратной связи, так как при инструментальном акте знание приобретается, но не передается, не происходит обмена информации, то есть коммуникации, как в языковом акте.
Можно сказать также, что сигнал есть не что иное, как инструмент, предназначенный для передачи информации. Говорящий — это оператор, чья цель передача знаний. Инструментарием выступит сема, операция предстанет в виде сообщения или значения. С точки зрения отправителя, знаковый акт лишь разновидность инструментального. Важной особенностью инструментального действия является повторяемость одних и тех же операций, осуществляемых с помощью одних и тех же инструментов, одних и тех же жестов, как и в случае с вокальными жестами речи. Более того, всё это совершается с единой целью — возникновение и разделение концепций и в целом «концептуальное восприятие реальности» и накопление знания, независимо от конкретного языка. Вышесказанное нивелирует утверждение Ролана Барта, что знаковое поле принадлежит исключительно плоскости языка.

#### Лингвистическая экономия и артикуляция
В работе «Messages et signaux» (фр., «Сообщения и сигналы») Прието затрагивает вопрос языковой экономии, где сема воспринимается не во взаимодействии со знаковым актом как таковым, но с точки зрения кода, к которому принадлежит, и в сравнении с другими семами с похожим кодом.
В своей работе Прието во многом опирается на модель двойной артикуляции Мартине (двойное членение). На первом уровне членения сема разбивается на автономно значимые частицы благодаря своей двойственной структуре, то есть на означаемое и означающее. На втором уровне членения означающее разбивается на элементарные единицы. Стоит отметить, что второй уровень членения возможен и без первого.
Двойная артикуляция позволяет выделить четыре типа кодировки:
1. Код без артикуляции. Возьмём к примеру светофор: сема (красный) «стой» не может быть разбита ни на значимые частицы, ни на элементарные единицы.
2. Код только с первой артикуляцией. Например, математическое выражение «2 + 4» можно разбить на значимые элементы: 2, 4, + — однако их уже не разбить на элементарные символы.
3. Код только со второй артикуляцией. Например, номера автобусных маршрутов: означающее может быть разбито на элементарные единицы, тогда как сама сема не может быть разбита на отдельные значимые элементы.
4. Код с двойной артикуляцией. Примером такого кода служат естественные языки, именно двойная артикуляция отличает их от других кодировок. Для Прието естественные языки — это единственная кодировка, где означаемое учитывает отношения вхождения и пересечения.

### Основные публикации Луиса Хорхе Прието
Ни одна публикация Прието не была переведена на русский язык. В основном Прието писал на французском, итальянском и испанском языках.
- (1964) Principes de noologie. The Hague: Mouton.
- (1965) Fonction et economic. La linguistique 1, 1-15; 2, 41-46.
- (1965) Que es la lingüística funcional? Universidad de la Republica, Montevideo
- (1966) Messages et signaux. Paris: Presses Universitaires de France.
- (1968) La semiologie. In Le langage, Andre Martinet (ed.), 93-114. Paris: Encyclopedic de la Pleiade.
- (1971) Notes pour une semiologie de la communication artistique. Werk 4, 248-251.
- (1973) Signe et instrument. In Recueil d'etudes offen a Bernard Gagnebin, 179-196. Lausanne: Edition Age d'Homme.
- (1974) Borghese e proletario. Rinascita 21, 32.
- (1975) Etudes de linguistique et de semiologie generates. Geneva: Librairie Droz.
- (1975) Pertinence et pratique. Essai de semiologie. Paris: Minuit.
- (1976) Pertinenza e pratica (Saggi di semiotica). Milan: Feltrinelli.
- (1976) Structure oppositionelle et structure semiotique. Revue Europeenne des sciences sociales et Cahiers Vilfredo. Pareto 14 (38-39), 379-391.
- (1977) Discorso e realtä. Unitä (4 ottobre), 3.
- (1978) La politica nascosta. Unitä (21 gennaio), 3.
- (1978) Le plaisir dans les processus de la pertinence et de l'actualite. In Psicoanalisi e classi sociali: Enzo Marpurgo (ed.), 1-13. Milano: Editori Riuniti.
- (1979) Entwurf einer allgemeinen Semiologie. Zeitschrift für Semiotik l, 259-266.
- (1986) Subjekt und Entscheidung. Zur Rolle von Norm und Geschmack beim symbolischen Überleben. Zeitschrift für Semiotik 8, 9-24.
- (1989) Saggi di semiotica. Vol. l, Sulla conoscenza. Parma: Pratiche Editrice.
- (1991) Saggi di semiotica. Vol. 2, Süll'arte e sul soggetto. Parma: Pratiche Editrice.
- (1995) Saggi di semiotica. Vol. 3, Sul significato. Parma: Pratiche Editrice.